# Krňany
Krňany är en ort i Tjeckien.   Den ligger i regionen Mellersta Böhmen, i den centrala delen av landet, 27 km söder om huvudstaden Prag. Krňany ligger 369 meter över havet och antalet invånare är 341.
Terrängen runt Krňany är platt åt sydost, men åt nordväst är den kuperad. Runt Krňany är det ganska glesbefolkat, med 32 invånare per kvadratkilometer. Närmaste större samhälle är Modřany, 19,1 km norr om Krňany. Omgivningarna runt Krňany är en mosaik av jordbruksmark och naturlig växtlighet.